# Værløse kommun
Værløse kommun var en kommun i Köpenhamns amt i Danmark. Kommunens centralort var Værløse. Kommunen hade 18 633 invånare (2006) och en yta på 33,99 km². Den 1 januari 2007 slogs den samman med Farums kommun till Furesø kommun på Furesøens västra sida i Region Hovedstaden, cirka 15 km nordväst om Köpenhamn. Den nya kommunen har en yta på 56,68 km².
Værløse kommun bestod av delarna Værløse, Hareskovby, Kirke Værløse och Jonstrup.

## Borgmästare
- Olaf Beck, 1 april 1970–31 mars 1974[1]
- Ernst Ellgaard, 1 april 1974–31 mars 1978[1]
- Gunnar Christensen, 1 april 1978–31 december 1981[1]
- Ernst Ellgaard, 1 januari 1982–31 december 1997
- Erik Eefsen, 1 januari 1998–31 december 2001[1]
- Jesper Bach, 1 januari 2002–31 december 2006[1]

Denna lista hämtas från Wikidata. Informationen kan ändras där.